# Tempelhof Airport Street Circuit
Het Tempelhof Airport Street Circuit is een stratencircuit in Berlijn, Duitsland. Het circuit is ontworpen door Rodrigo Nunes, die eerder ook al het Beijing Olympic Green Circuit, de locatie voor de eerste Formule E-race, ontwierp. Het circuit loopt tegen de klok in over het voormalige vliegveld Flughafen Berlin-Tempelhof.